# اظهارنامه پایداری
اظهارنامه پایداری چک لیستی از خصوصیات پایداری است که باید قبل از فروش خانه توسط صاحبان خانه و فروشنده‌ها در کوئینزلند استرالیا پر می‌شد. این چک لیست ویژگی‌های پایداری اجتماعی و محیطی املاک را در چهار حوزه انرژی، آب، امنیت و دسترسی مشخص می‌کند.
صاحبان خانه باید این چک لیست‌های پایداری را پر کنند در غیر این صورت باید ریسک جریمه شدن تا ۴۰۰۰ دلار را بپذیرند. تبلیغات برای این خانه‌ها نیز باید شامل جزئیاتی باشد دربارهٔ این که در کجا اظهارنامه پایداری برای ملک می‌تواند دیده شود. ملک‌هایی که ویژگی پایداری بیشتری دارند گاز گلخانه‌ای کم‌تری تولید می‌کنند، انرژی کم‌تری برای سرمایش و گرمایش استفاده می‌کنند، آب کم‌تری استفاده کرده و برای زندگی راحت‌ترهستند. این ملک‌ها همچنین می‌توانند هزینه گرداندن و نگهداری کم‌تری داشته باشند و از نظر مصرف انرژی و آب کارآمد باشند.